# Atromitos Football Club
Maillots
Actualités
Le Athlitikos Podosfairikos Syllogos Atromitos Athènes 1923 (en grec moderne : Αθλητικός Ποδοσφαιρικός Σύλλογος Ατρόμητος Αθηνών 1923), plus couramment abrégé en Atromitos Athènes, est un club grec de football fondé en 1923 et basé à Peristéri, dans la banlieue ouest d'Athènes, la capitale du pays.

## Histoire

### Fondation
Au début des années 1920, un groupe d'amis jouant au football dans le centre d'Athènes décide de créer une équipe de football. Kolomvounis, Petas, Glykofridis, Stathopoulos, Synodinos, Rigopoulos et Stamatopoulos réalisent leur projet. Le club est fondé en mai 1923 sous le nom d'Atromitos, qui signifie "intrépide" en grec. Le club est officiellement enregistré à la fédération hellénique de football deux ans plus tard, devenant ainsi le 14e club grec enregistré. Iosif Chouroukchoglou est nommé 1er président du club qui joua initialement dans les installations de Panellinios dans le quartier de Pedión tou Áreos puis sur le terrain du Panathinaïkos. En 1925, un autre club est créé dans une autre localité de l'agglomération d'Athènes, Peristéri, sous le nom d'Aspis, qui sera renommé plus tard Neos Astir. En 1928, le club termine 3e du championnat de Grèce, meilleur résultat de l'histoire du club. En 1932, Atromitos fusionne avec Asteras. La nouvelle équipe, baptisée Atromitos Athènes 
reprend l'emblème d'Asteras, l'étoile, et ses couleurs, le bleu et le blanc. Le club s'installe à Peristéri.

### Fusion et renouveau
C'est seulement lors de la saison 1972-1973 que l'Atromitos joue officiellement sa première saison en 1re division grecque. Le club est relégué dès sa première saison mais retrouve l'élite deux ans plus tard avant d'être relégué en 2e division pour la deuxième fois de son histoire à la fin de la saison 1976-1977. De retour en Alpha Ethniki pour la saison 1980-1981, l'Atromitos termine dernier du championnat avant de multiplier les montées et descentes dans les divisions inférieures. En mai 2005, le club qui évolue alors en 4e division grecque, connait des difficultés financières. George Spanos, propriétaire de la compagnie pétrolière "ETEKA" et du club de 1re division grecque Chalkidona FC, trouve un accord pour fusionner Chalkidona FC avec l'Atromitos. Le club conserve son logo, ses couleurs et son stade. Grâce à cette fusion, l'Atromtios retrouve l'élite 24 ans après l'avoir quittée. Le club termine 7e du championnat et profite du manque de licence européenne du PAOK pour se qualifier pour la Coupe de l'UEFA. L'Atromitos dispute ses premiers matchs européens contre le FC Séville, qui l'élimine avant de remporter la compétition. Lors de la saison 2007-2008, l'Atromitos termine 6e au 1er tour mais finit par être relégué après un second tour catastrophique. Depuis son retour en Superleague Elláda deux ans plus tard, l'Atromitos n'est plus redescendu en 2e division.

### Au top du football grec
Après être passé pas loin de la relégation en 2010-2011, l'Atromitos dispute pour la 1re fois de son histoire la finale de la Coupe de Grèce contre l'AEK Athènes. Le match, marqué par les incidents entre les supporters des deux clubs, voit AEK s'imposer par 3 buts à 0. L'année suivante, l'Atromitos se qualifie de nouveau pour la finale de la coupe mais la perd à la dernière minute de la prolongation contre l'Olympiakos. En 2013, le club se qualifie pour les barrages de la Ligue Europa mais est éliminé de justesse par Newcastle. Un an plus tard, l'Atromitos retrouve de nouveau les barrages de la Ligue Europa mais est éliminé aux buts à l'extérieur par l'AZ Alkmaar. En championnat, le club se stabilise dans le top 5, éligible pour les compétitions européennes.

## Bilan sportif

### Palmarès
| \| - Championnat de Grèce D2 (2) : - Champion : 1971-72, 1979-80 et 2008-09. - Championnat de Grèce D3 (1) : - Champion : 1987-88. \| \| - Championnat de Grèce D4 (1) : - Champion : 1997-98. - Coupe de Grèce : - Finaliste : 2010-11 et 2011-12. \| |  | |
| - Championnat de Grèce D2 (2) : - Champion : 1971-72, 1979-80 et 2008-09. - Championnat de Grèce D3 (1) : - Champion : 1987-88. |  | - Championnat de Grèce D4 (1) : - Champion : 1997-98. - Coupe de Grèce : - Finaliste : 2010-11 et 2011-12. |

### Bilan en première division
| Saison    | Compétition               | Position | Position* |
| --------- | ------------------------- | -------- | --------- |
| 1927-1928 | Championnat panhellénique | 3        | -         |
| 1938-1939 | Championnat panhellénique | 14       | -         |
| 1972-1973 | Alpha Ethniki             | 14       | -         |
| 1974-1975 | Alpha Ethniki             | 13       | -         |
| 1975-1976 | Alpha Ethniki             | 9        | -         |
| 1976-1977 | Alpha Ethniki             | 18       | -         |
| 1980-1981 | Alpha Ethniki             | 18       | -         |
| 2005-2006 | Alpha Ethniki             | 7        | -         |
| 2006-2007 | Superleague Elláda        | 8        | -         |
| 2007-2008 | Superleague Elláda        | 14       | -         |
| 2009-2010 | Superleague Elláda        | 7        | -         |
| 2010-2011 | Superleague Elláda        | 11       | -         |
| 2011-2012 | Superleague Elláda        | 4        | 4         |
| 2012-2013 | Superleague Elláda        | 4        | 3         |
| 2013-2014 | Superleague Elláda        | 3        | 4         |
| 2014-2015 | Superleague Elláda        | 5        | 4         |
| 2015-2016 | Superleague Elláda        | 8        | -         |
| 2016-2017 | Superleague Elláda        | 8        | -         |
| 2017-2018 | Superleague Elláda        | 4        | -         |

- Classement avant et après play-offs.

### Parcours européen
Note : dans les résultats ci-dessous, le score du club est toujours donné en premier.
| Saison    | Compétition  | Tour             | Club             | Domicile | Extérieur | Total  |
| --------- | ------------ | ---------------- | ---------------- | -------- | --------- | ------ |
| 2006-2007 | Coupe UEFA   | Premier tour     | Séville FC       | 1 - 2    | 0 - 4     | 1 - 6  |
| 2012-2013 | Ligue Europa | Barrages         | Newcastle United | 1 - 1    | 0 - 1     | 1 - 2  |
| 2013-2014 | Ligue Europa | Barrages         | AZ Alkmaar       | 1 - 3    | 2 - 0     | 3 - 3E |
| 2014-2015 | Ligue Europa | Troisième tour Q | FK Sarajevo      | 1 - 3    | 2 - 1     | 3 - 4  |
| 2015-2016 | Ligue Europa | Troisième tour Q | AIK Solna        | 1 - 0    | 3 - 1     | 4 - 1  |
| 2015-2016 | Ligue Europa | Barrages         | Fenerbahçe SK    | 0 - 1    | 0 - 3     | 0 - 4  |
| 2018-2019 | Ligue Europa | Deuxième tour Q  | Dinamo Brest     | 1 - 1    | 3 - 4     | 4 - 5  |

Légende
- Victoire ou qualification pour le tour suivant
- Match nul
- Défaite ou élimination de la compétition

## Personnalités du club

### Présidents
- Andreas Tsourouktsoglou (1923-1933)
- Nikos Epioglou (1934-1947)
- ? Vladimir Raniet (1947-1952)
- Nikos Tsakiris (1952-1956)
- Gabriel Seitanidis (1957-1958)
- Anna Bayou (1959-1961)
- Stratos Giapitzis (1962-1963)
- Stefanos Kaloumenos (1964-1965)
- Evangelos Stais (1966-1969)
- Antonis Gallaios (1970-1973)
- Dimitris Stavropoulos (1974-1976)
- Antonis Xypnitos (1980-1981)
- Pavlos Panoutsopoulos (1981-1982)
- Takis Anevlavis (1983-1984)
- Evangelos Stais (1984-1985)
- Emmanouil Karageorgakis (1985-1986)
- Georgios Sourtzopoulos (1986)
- Andreas Koulopoulos (1986-1987)
- Vassilis Petrou (1987-1988)
- Renos Katsougris (1989-1990)
- Andreas Koulopoulos (1991-1992)
- Georgios Douros (1992-1994)
- Giannis Kourtis (1995-1997)
- Vassilis Poulakis (1997-1998)
- Vassilis Tsikos (1998-1999)
- Kostas Stathakis (1999-2000)
- Anastasios Vlachos (2000-2002)
- Tasos Papanikolas (2002-2005)
- Georgios Spanos (2005 - )

### Entraîneurs
- Alekos Sofianidis (1970 - 1971)
- Miltos Papapostolou (1977)
- Andreas Stamatiadis (1979 - 1980)
- Kostas Polychroniou (1980)
- Alexi Petrović (1980 - 1981)
- Giorgos Stoligas (1999)
- Alekos Sofianidis (1999)
- Vladimir Petrović (1999 - 2000)
- Ilias Armodoros (2000 - 2001)
- Jovan Mihajlović (2001)
- Vassilis Tzalakostas (2001)
- Ioakim Mavridis (2001 - 2002)
- Antonis Manikas (2002 - 2003)
- Vassilis Tzalakostas (2003 - 2004)
- Nikolaos Kotsovos (2004 - 2005)
- Georgios Paraschos (2005 - 2007)
- Dragan Kokotović (2007)
- Ángel Guillermo Hoyos (2007 - 2008)
- Paulo Campos (2008)
- Vasilis Vouzas (2008)
- Dragan Kokotović (2008 - 2009)
- Vasilis Vouzas (2009)
- Georgios Donis (2009 - 2012)
- Dušan Bajević (2012)
- Níkos Anastópoulos (2012 - 2013)
- Georgios Paraschos (2013 - 2014)
- Ricardo Sá Pinto (2014 - 2015)
- Níkos Nióplias (2015)
- Michalis Grigoriou (2015)
- Traïanós Déllas (2015 - 2016)
- Georgios Korakakis (2016 - 2017)
- Ricardo Sá Pinto (2017)
- Damir Canadi (2017 - 2019)
- Yánnis Anastasíou (2019)
- Georgios Korakakis (2019)
- Savvas Pantelidis (2019 - 2020)
- Damir Canadi (2020 - 2021)
- Savvas Pantelidis (2021)
- Ángel López Pérez (2021 - )

### Joueurs

#### Anciens joueurs
| Grecs - Giorgos Sideris (1958-1959) - Antónis Antoniádis (1979-1980) - Níkos Tsiantákis (1984-1985) - Giannis Katemis (1999-2009) - Georgios Korakakis (2001-2008) - Christos Mikes (2003-2006) - Dimitrios Geladaris (2003-2008) - Giorgos Koutsis (2005-2007) - Stérgos Marínos (2005-2009) - Chrysostomos Michailidis (2005-2011) - Georgios Anatolakis (2007-2008) - Giannis Skondras (2008-2013) - Konstantínos Nebegleras (2009-2011) - Stelios Sfakianakis (2009-2012) - Thanasis Karagounis (2009-2014) - Konstantínos Mítroglou (2011-2012) | Étrangers - Óscar Marcelino Álvarez (1980-1981) - Pascal Vahirua (1998-2001) - Pierre Ebede (2003-2005) - Rafik Djebbour (2006) - Luciano De Souza (2006-2008) - Marcelo José Oliveira (2006-2011) - Emanuel Perrone (2008-2011) - Jean-Hugues Ateba (2009-2011) - Marcin Baszczyński (2009-2011) - Henri Camara (2010-2011) - Charles Itandje (2011-2013) |

#### Effectif actuel
,
| N° | Nat.                   | Poste | Nom du joueur                              |
| -- | ---------------------- | ----- | ------------------------------------------ |
| 1  | Drapeau de la Croatie  | G     | Marko Marić                                |
| 2  | Drapeau de la Grèce    | D     | Stavros Vasilantonopoulos                  |
| 4  | Drapeau de la Serbie   | M     | Đorđe Denić (prêté par l'Apollon Limassol) |
| 5  | Drapeau de la Grèce    | D     | Dimitrios Chatziisaias                     |
| 6  | Drapeau de la Grèce    | D     | Spyros Natsos                              |
| 7  | Drapeau de la France   | M     | Gaëtan Robail                              |
| 8  | Drapeau de la Grèce    | M     | Charis Charisis                            |
| 9  | Drapeau de la Grèce    | A     | Marios Tzavidas                            |
| 10 | Drapeau du Brésil      | M     | Thomás                                     |
| 11 | Drapeau de la Grèce    | D     | Georgios Tzovaras                          |
| 14 | Drapeau de l'Espagne   | M     | Juan Muñiz                                 |
| 17 | Drapeau de la Suède    | M     | August Erlingmark                          |
| 19 | Drapeau de la Grèce    | D     | Kyriakos Kivrakidis ()                     |
| 21 | Drapeau de l'Autriche  | M     | Patrick Salomon                            |
| 22 | Drapeau de la Belgique | A     | Viktor Klonaridis                          |

| No. | Nat.                    | Position | Nom du joueur                                             |
| --- | ----------------------- | -------- | --------------------------------------------------------- |
| 23  | Drapeau de la Grèce     | A        | Konstantinos Kotsopoulos                                  |
| 24  | Drapeau de la Grèce     | D        | Fanis Mavrommatis                                         |
| 26  | Drapeau de la Grèce     | M        | Georgios Anthoulakis                                      |
| 27  | Drapeau de la Grèce     | M        | Georgios Daviotis                                         |
| 28  | Drapeau de la Belgique  | D        | Laurens De Bock                                           |
| 29  | Drapeau de la Grèce     | D        | Stefanos Stroungis                                        |
| 30  | Drapeau de l'Angleterre | M        | Adil Nabi                                                 |
| 33  | Drapeau de l'Espagne    | D        | Dani Castellano                                           |
| 43  | Drapeau de la Grèce     | G        | Giannis Saltas                                            |
| 44  | Drapeau de la Grèce     | D        | Kyriakos Papadopoulos                                     |
| 70  | Drapeau de la Roumanie  | A        | Denis Alibec (prêté par le Kayserispor)                   |
| 77  | Drapeau de l'Autriche   | M        | Srđan Spiridonović (prêté par l'Étoile rouge de Belgrade) |
| 92  | Drapeau de la Grèce     | G        | Andreas Gianniotis                                        |
| 95  | Drapeau de la Roumanie  | M        | Dorin Rotariu (prêté par le Ludogorets Razgrad)           |
|     | Drapeau de l'Islande    | A        | Viðar Örn Kjartansson                                     |

## Logos du club

Ancien logo
Ancien logo
Depuis 2018